# Ten Vorsel
Ten Vorsel is een landgoed van 230 ha ten zuiden van Bladel, in de Nederlandse provincie Noord-Brabant. Het landgoed ligt aan weerszijden van de Aa of Goorloop. Omstreeks 1100 is het ontstaan en was bezit van de Abdij van Postel die in 1138 als priorij door de Abdij van Floreffe werd gesticht en die in 1173 al een boerderij op Ten Vorsel bezat.
Veel later vonden ontginningen plaats door de Maatschappij van Welstand, die de tegenwoordige eigenaar is van het gebied.
Ten Vorsel bestaat uit akkers en weilanden, en stukken loof- en naaldbos. Ook is er een groepsaccommodatie die de Vorselse Molen heet, naar een watermolen die hier ooit heeft gestaan.

## Varia
- Op de grens van Ten Vorsel staat de Heksenboom waaronder, volgens de legende van De Gloeiige uit het begin van de 17e eeuw, De Gloeiige (een vervloekte schéper uit het naburige Reusel) begraven ligt.
- Er is ook een kapel die gewijd is aan Franciscus.
- De legende over de heks Zwarte Kaat speelt zich af op het landgoed Ter Vorsel.
- De heksenboom hier werd verkozen in 2019 tot Nederlandse Boom van het jaar.
- Op het terrein ligt een vleermuizenkelder.

Hoofdplaats: Bladel      Dorpen: Casteren · Hapert · Hoogeloon · Netersel

Buurtschappen: Biezenheuvel · Broekenseind · Dalem · De Pan · Egypte · Franse Hoef · Heieind · Heikant · Helleneind · Het Bosch · Heuvel · Hoogcasteren · Landorp · Lemel · Ten Vorsel

Voormalige gemeenten: Bladel en Netersel · Hoogeloon, Hapert en Casteren

Noord-Brabant: Steden en dorpen      Nederland: Provincies · Gemeenten